# Alois Plum

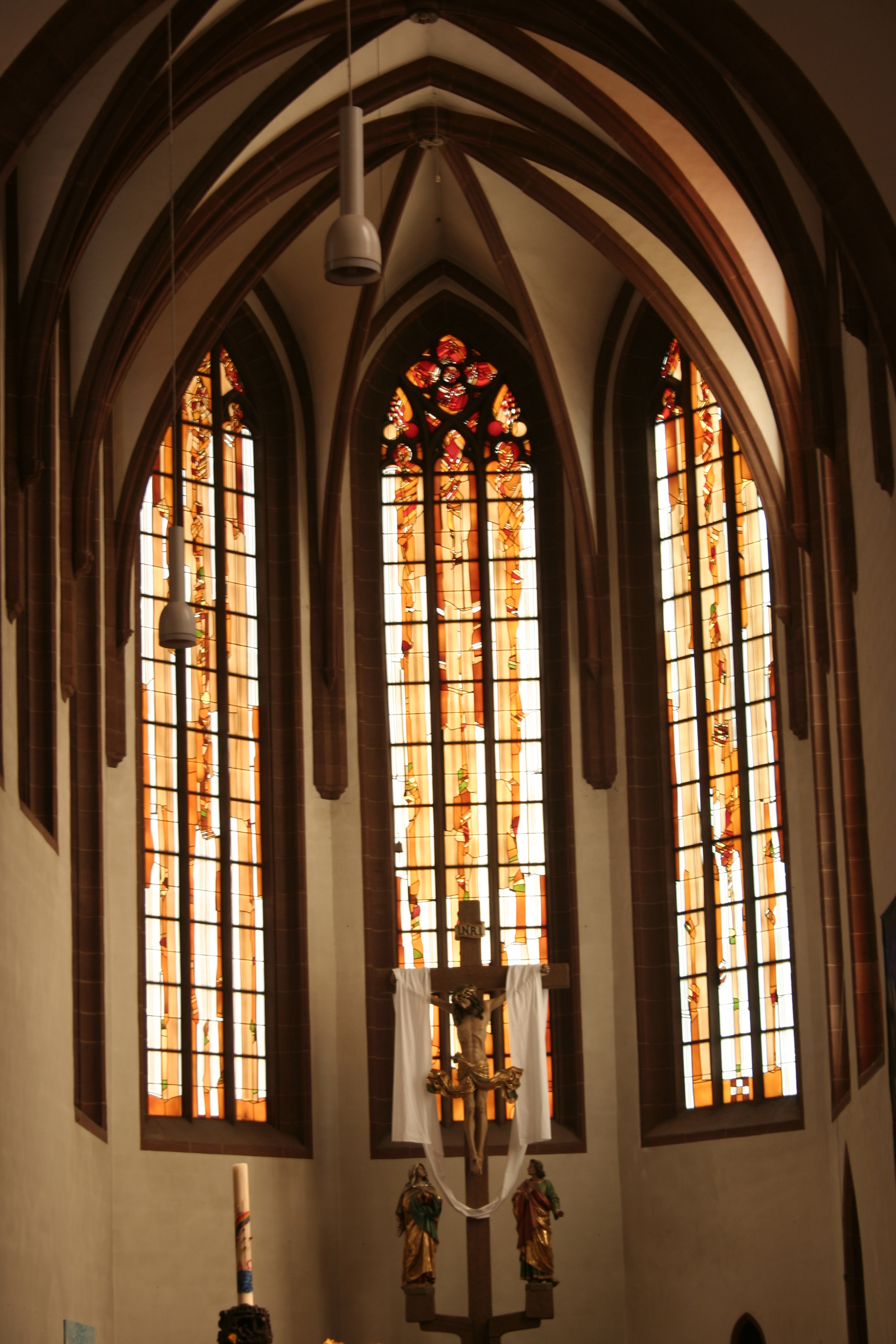
Glasfenster von Alois Plum in der Martinskirche in Kaiserslautern

Alois Johannes Plum (* 2. März 1935 in Mainz; † 13. August 2024) war ein in Mainz-Weisenau lebender Künstler. Er schuf zahlreiche Beton- und Bleiglasfenster für Kirchen in ganz Deutschland. Zu seinen Arbeiten gehören ebenso Wandmalereien, Mosaike, die Gestaltung von Tabernakel, Ambo und Farbkonzept in kirchlichen Räumen. Seit 1957 gestaltete er über 200 Kirchen, teils Neubauten, teils Renovierungen im Zuge der Zerstörungen durch den Zweiten Weltkrieg, darüber hinaus auch öffentliche Gebäude und Privaträume. Charakteristisch ist einerseits seine architekturbezogene Interpretation, die Harmonie von historischem Sakralbau und moderner Glaskunst, andererseits seine sorgfältige Ausrichtung an der liturgischen Funktion seiner Kunst.

## Leben
Alois Plum wurde 1935 als Sohn von Josef Plum († 1988), einem Maler und Grafiker kirchlicher Textilkunst im Mainzer Raum, geboren. Von 1951 bis 1955 besuchte er die Mainzer Landeskunstschule, wo er bei Peter Paul Etz studierte, er nahm an der Internationalen Sommerakademie in Salzburg mit Oskar Kokoschka teil. Von 1955 bis 1957 studierte er bei Georg Meistermann an der Kunstakademie Düsseldorf, und ab 1957 arbeitete er als freier Künstler in Mainz. Plum ist besonders bekannt für seine Auseinandersetzung mit und Neuinterpretation von historischen Kirchenräumen und seine behutsame Integration von Glas in die kirchliche Architektur, mit Bezug zu den liturgischen Funktionen des Umfelds.
Alois Plum starb am 13. August 2024.

## Werke

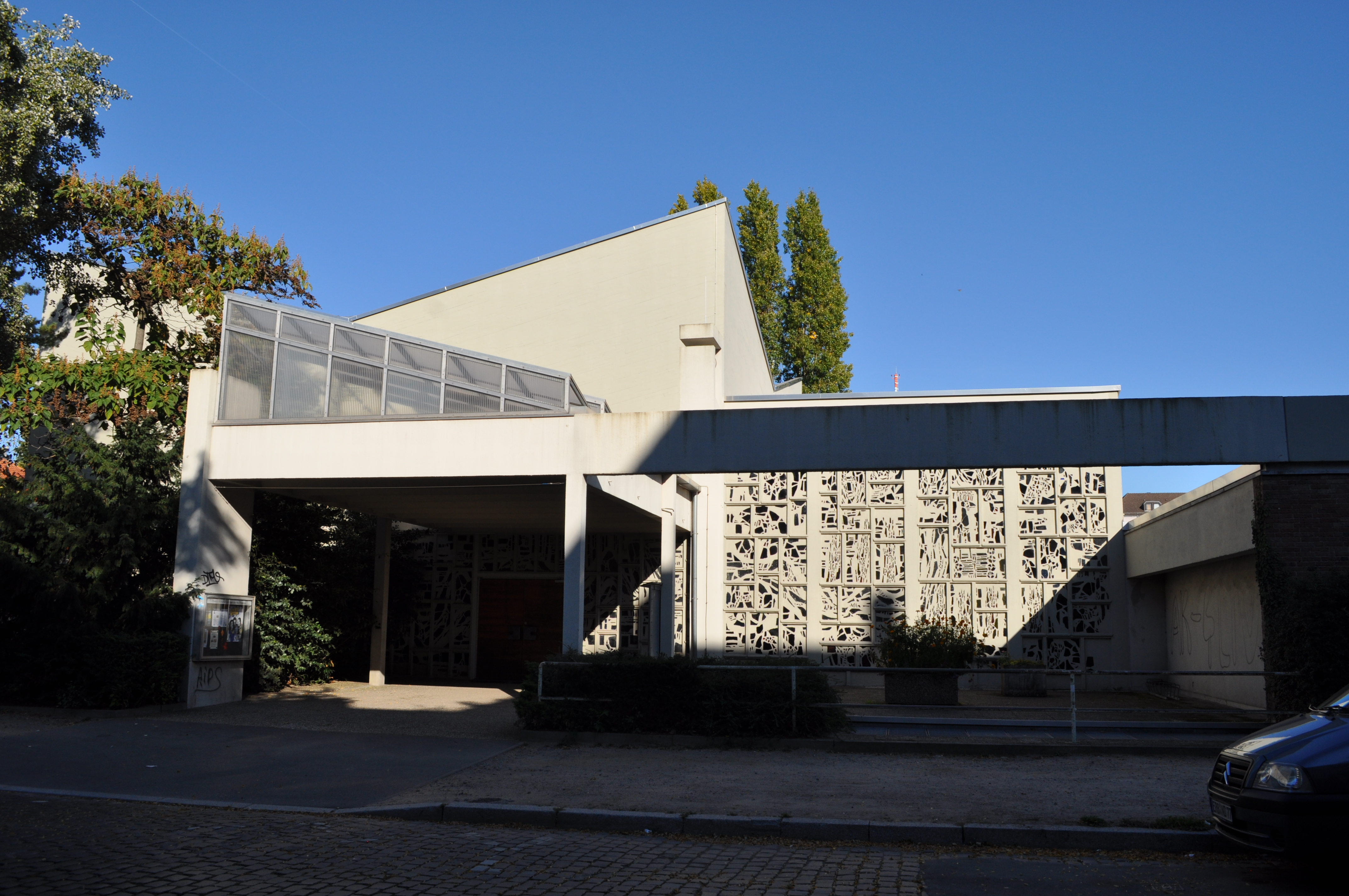
Darmstadt, St. Fidelis, Eingang

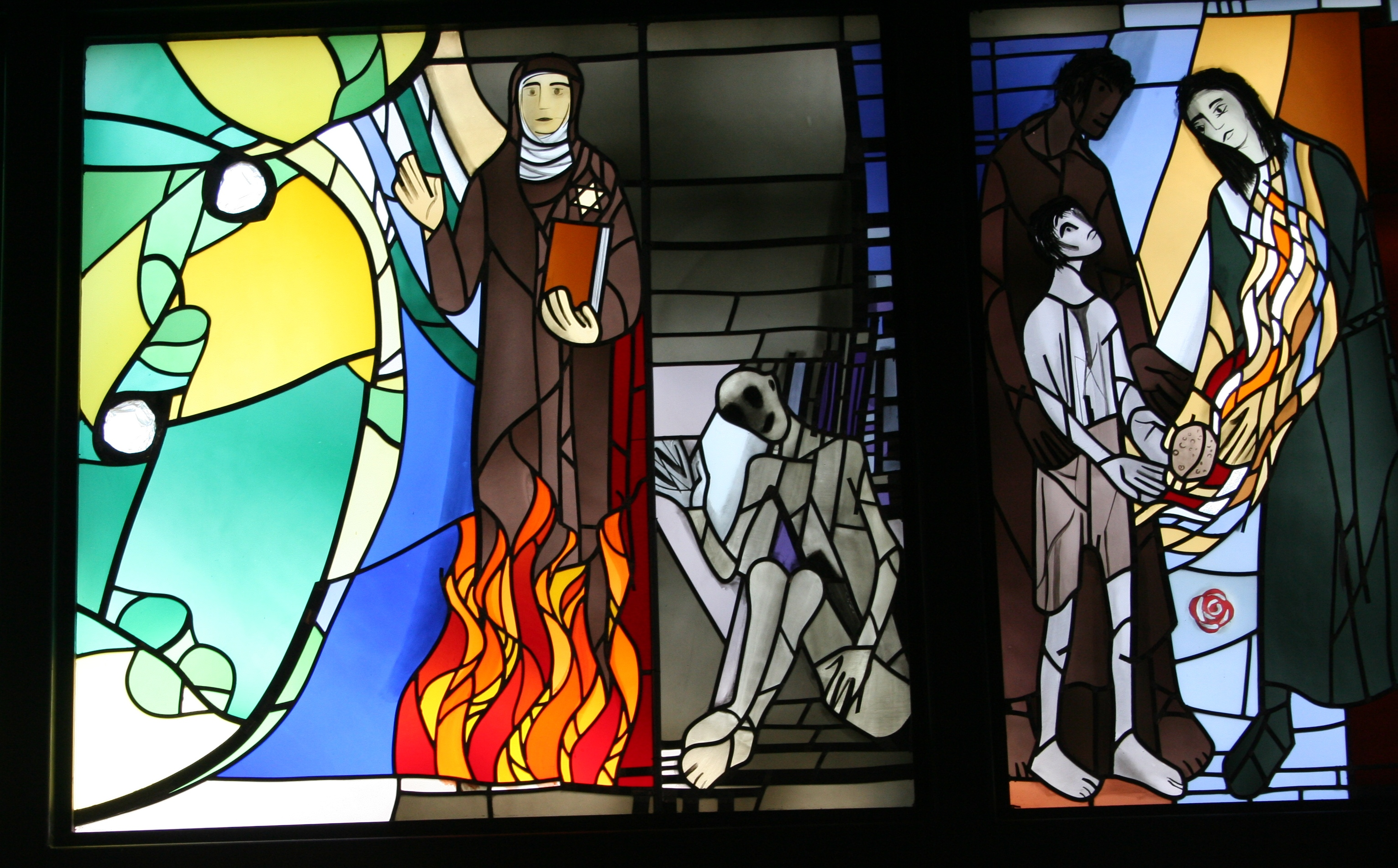
Heiligenfries mit Edith Stein, Maximilian Kolbe und Elisabeth von Thüringen; Glasmalerei von Alois Plum in der Herz-Jesu-Kirche (Kassel).

- Zwei Bleiglasfenster in der Altarwand der Mainzer Altmünsterkirche  mit dem Thema „Pfingsten“, 1960.[5]
- Fenster der St.-Kilian-Kirche in Nierstein, 1961.
- Glasmosaik-Gedenktafel an die Toten und Vermissten des Ersten und Zweiten Weltkrieges auf dem Friedhof in Mainz-Hechtsheim, 1962.[6][7]
- Kreuzweg als Wandmalerei in der Heilig-Kreuz-Kirche in Offenbach-Waldheim, 1962.[8]
- Fensterwände in St. Fidelis, Darmstadt, 1966.
- Bleiglasfenster in der Liebfrauenkirche in Worms[9][10] 1966 bis 1995 schuf der Mainzer Glasmaler Alois Plum einen Fensterzyklus von 19 Fenstern im Obergaden, 10 Fenstern im Chorumgang, zwei große Querhausfenster, vier Turmkapellenfenster sowie 11 Fenster in den Seitenschiffen als Ersatz für die im Bombenangriff von 1943 zerstörten Fenster.[11]
- Bleiglasfenster in der Pfarrkirche Mariä-Himmelfahrt in Mainz-Weisenau, 1965–2005.[12][13]
- Bleiglasfenster in der Friedenskirche in Kirchberg im Hunsrück, 1967.[14]
- Drei Chorfenster in der Heilig-Kreuz-Kirche in Bad Kreuznach von 1969 bis 1972. Sie zeigen Szenen aus der Apokalypse des Johannes.
- Chorfenster der Herz-Jesu-Kirche in Mainz-Mombach, 1970.[15]
- Bleiglasfenster „Herz Jesu, Gottes Opferbrand“ in der katholischen Herz-Jesu-Kirche in Gustavsburg, 1969.[16]
- Altarwandfenster mit Fries in der Pfarrkirche Pernitz in Niederösterreich, 1970.
- Bleiglasfenster in der Pfarrkirche St. Franziskus in Gummersbach, 1975.[17]
- Glaswand in St. Godehard in Göttingen, 1974.
- Fensterwand in der katholischen Kirche in Fulda-Lehnerz, 1976.
- Bleiglasfenster in der Martinskirche in Kaiserslautern, 1978–1979.
- Wandmalerei in der Ober- und Unterkirche von St. Marien in Seligenstadt, 1979.[18]
- Sieben Fenster in der Diakoniekirche Bad Kreuznach, 1980
- Bleiglasfenster Jean-Marie Vianney im Foyer zum Speisesaal, Priesterseminar Mainz, 1982.[19]
- Fenster der Herz-Jesu-Kirche in Kassel, 1983–93.
- Wandmalerei in der St. Kilian in Mainz-Kostheim, 1984.[20]
- Bleiglasfenster in der Sankt-Sebastian-Kirche, 1985–95.[21]
- Sechs Bleiglasfenster im Hauptschiff der Pfarrkirche St. Jakobus in Frankfurt-Harheim zu Themen von der Schöpfung bis zur Vollendung, 1986.[22]
- Sechs Fenster in Foyer und Aufgang des Christlichen Hospiz in Dresden, 1990.
- Bleiglasfenster in der Dreifaltigkeitskirche in Berlin, 2002–2005.[23]
- Vaterunser-Fenster in St. Bartholomäus in Kaiserslautern-Morlautern, 2005-2006.[24]